# Zelma O'Neal
Pour les articles homonymes, voir O'Neal.
Zelma O'Neal, née Zelma Schrader, le 29 mai 1903 à  Rock Falls (Illinois) aux États-Unis, morte le 3 novembre 1989 à Largo (Floride) aux États-Unis, est une actrice, chanteuse et danseuse américaine de la comédie musicale, à Broadway et des premiers films sonores, notamment dans Paramount on Parade et Follow Thru (en).

## Filmographie
La filmographie de Zelma O'Neal, comprend les films suivants  : 
- 1937 : Let's Make a Night of It (en)
- 1935 : Joy Ride (en)
- 1934 : Mr. Cinders (en)
- 1934 : Spring in the Air (en)
- 1934 : There Goes Susie (en)
- 1934 : Freedom of the Seas (film) (en)
- 1934 : Give Her a Ring (en)
- 1934 : Peach-O-Reno
- 1931 : How I Play Golf (court métrage)
- 1930 : Follow Thru (en)
- 1930 : Paramount on Parade
- 1926 : Who Hit Me? (court métrage)
- 1926 : Who's My Wife? (court métrage)
- 1926 : Sky Bound (court métrage)
- 1926 : Quick Service (court métrage)
- 1926 : Keep Trying (court métrage)
- 1926 : Brotherly Love (court métrage)
- 1925 : Look Out (court métrage)
- 1925 : Permit Me (court métrage)
- 1925 : Wake Up (court métrage)

## Galerie

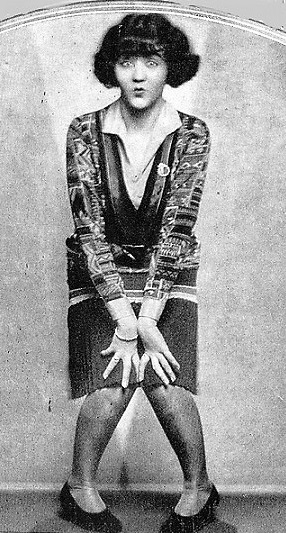
avril 1928
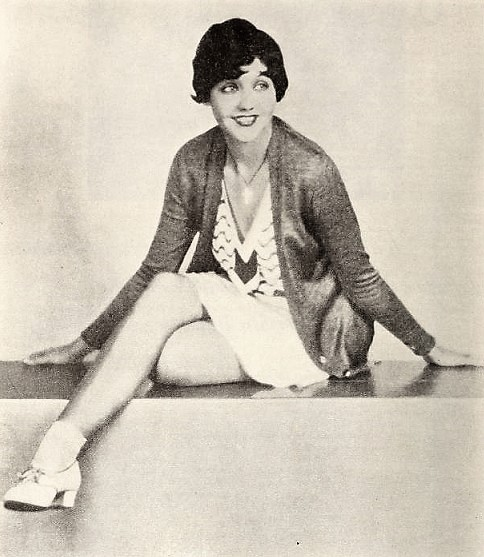
mars 1930